# Транспіраційний потік

Огляд транспірації.
1-Вода пасивно транспортується в коріння, а потім у ксилему.
2-Сили когезії та адгезії змушують молекули води утворювати стовп в ксилемі.
3- Вода рухається з ксилеми в клітини мезофілу, випаровується з їх поверхонь і залишає рослину дифузією через продихи.

У рослин, транспіраційний потік (англ. transpiration stream) — це безперервний потік води та розчинених речовин, які поглинаються корінням і транспортується через ксилему до листя, де вони випаровуються на межі повітря-апопласт підпродихової порожнини. Він приводився в дію капілярним ефектом, а в деяких рослин і кореневим тиском. Основним рушійним фактором є різниця водних потенціалів в ґрунті та підпродиховій порожнині, спричинена транспірацією.

## Транспірація
Транспірація може регулюватися закриттям або відкриттям продихів. Це дозволяє рослинам ефективно транспортувати воду до найвищих органів тіла, регулювати температуру стебла та листя і дозволяє передавати висхідні сигнали.

## Осмос
Вода переходить з ґрунту до кореня осмосом. Довга і тонка форма кореневих волосків максимізує площу поверхні, щоб більше води могло увійти. У ґрунті є більший водний потенціал, ніж у цитоплазмі клітин кореневих волосків. Оскільки клітинна поверхнева мембрана клітин кореневих волосків є напівпроникною, осмос може відбуватися; і вода переходить із ґрунту до кореневих волосків. Наступним етапом транспіраційного потоку є проходження води в судини ксилеми. Вода або проходить через